# Медведь и прекрасная дева
«Медведь и прекрасная дева» (англ. The Bear and the Maiden Fair) — седьмой эпизод третьего сезона фэнтезийного сериала канала HBO «Игра престолов» и 27-й во всём сериале. Сценарий написал Джордж Р. Р. Мартин, автор серии книг «Песнь Льда и Огня», на которой основан сериал, а режиссёром выступила Мишель Макларен в своём первом сотрудничестве с шоу. Премьера состоялась 12 мая 2013 года.
Сюжет эпизода выдвигает сюжетные линии о прибытии Дейенерис в Юнкай, последствия предстоящего брака Тириона Ланнистера и Сансы Старк и судьбы Бриенны в разрушенном замке Харренхола.

## Сюжет

### В Королевской Гавани
Сансу (Софи Тёрнер) утешает леди Маргери (Натали Дормер), узнавшая о её помолвке с Тирионом (Питер Динклэйдж). Тирион и Бронн (Джером Флинн) обсуждают предстоящее бракосочетание, и возможную реакцию Шаи (Сибель Кекилли). Тайвин (Чарльз Дэнс) встречает своего внука, короля Джоффри (Джек Глисон), и преподаёт ему урок правления; Джоффри спрашивает его, как реагировать на слухи о Дейенерис и её драконах, но Тайвин не видит в этом угрозы. Шая при встрече с Тирионом говорит ему о невозможности продолжать отношения, если он женится на Сансе.
В Заливе у Черноводной Мелисандра (Кэрис ван Хаутен) раскрывает Джендри (Джо Демпси), что его отцом был король Роберт Баратеон.

### На Севере
Джон Сноу (Кит Харингтон) и группа одичалых во главе с Тормундом Великаньей смертью (Кристофер Хивью) продолжают своё путешествие на юг. Игритт (Роуз Лесли) останавливается с Джоном обсудить их следующий шаг. Позднее Орелл (Маккензи Крук) предлагает суровую мудрость Джону, а в разговоре с Игритт признаётся ей в любви и пытается убедить её, что Джон всё ещё верен Ночному Дозору. Джон говорит Игритт, что дело одичалых безнадёжно, но она осталась неумолимой.
Теона (Альфи Аллен) освобождают из его оков две молодые женщины, которые дают ему воду и промывают его раны. Теон недоверчив к их помощи, пока они не раздеваются и не начинают ублажать его. Троицу прерывает его мучитель (Иван Реон), это он приказал женщинам соблазнить Грейджоя, чтобы продолжить его мучения. Затем он и его люди хватают и оскопляют Теона.
Во время пути к Стене Бран (Айзек Хэмпстед-Райт) общается с Жойеном Ридом (Томас Броди Сангстер), в то время как Оша (Наталия Тена) и Ходор (Кристиан Нэрн) устраивают лагерь для привала. Оша продолжает подозрительно относиться к Жойену, называя его видения «чёрной магией». Когда она говорит, что они должны дойти до Стены, Жойен раскрывает, что трёхглазый ворон находится к северу от Стены, что это их место назначения. Оша не одобряет их решение идти на север Стены, рассказывая историю о смерти её мужа и его воскрешении как упыря.

### В Речных Землях
Король Робб (Ричард Мэдден), его советники и его армия из-за дождя задерживают свой марш к Близнецам на свадьбу Эдмура Талли (Тобайас Мензис) с Рослин Фрей. Кейтилин (Мишель Фэйрли) и её дядя Бринден (Клайв Расселл) обсуждают свою неприязнь к Уолдеру Фрею, который примет их задержку как ещё одно нарушение Роббом клятвы, как оскорбление его семьи. Королева Талиса (Уна Чаплин) признаётся Роббу, что она беременна.
В убежище Братства Арья (Мэйси Уильямс) выражает свой гнев Берику Дондарриону (Ричард Дормер) и Торосу из Мира (Пол Кэй) за то, что они продали Джендри Мелисандре. Когда Энгай (Филип Макгинли) сообщает Берику об отряде Ланнистеров рядом с ними, Берик приказывает людям выдвинуться в погоню. Арья называет Берика лжецом, так как он обещал привести её в Риверран. Она сбегает и её преследуют несколько солдат Братства, но прежде чем они смогли найти её, её схватывает Сандор «Пёс» Клиган (Рори Макканн).

### За пределами Юнкая
Дейенерис (Эмилия Кларк), её рыцари сир Джорах (Иэн Глен) и сир Барристан (Иэн Макэлхинни) и её армия Безупречных достигают Юнкая. Хотя её советники говорят об отсутствии у города стратегической ценности, Дейенерис говорит Джораху о плане его захвата и освобождения 200 000 рабов. Она приказывает Серому Червю (Джейкоб Андерсон) отправить гонца в город с требованием сдаться ей, или она разграбит город. Раздал мо Эраз (Джордж Джорджиу) прибывает в шатёр Дейенерис как посланник от Юнкая с предложениями и условиями мира, которые включают сундуки, наполненные золотыми слитками. Также они готовы предоставить ей необходимое число кораблей. Дейенерис отказывается от предложения, требуя освободить рабов города и заплатить им за их службу, на что Раздал гневно отказывается и покидает шатёр.

### В Харренхоле
Бриенну Тарт (Гвендолин Кристи) в её заточении навещает Джейме (Николай Костер-Вальдау), который говорит ей, что завтра он отправляется в Королевскую Гавань, а она останется в Харренхоле под опекой Локка (Ноа Тейлор), в то время как Русе Болтон (Майкл Макэлхаттон) отправляется на свадьбу Талли-Фрей в Близнецах. Перед уходом она заставляет Джейме поклясться, что он сдержит клятву, данную Кейтилин Старк и вернёт девочек Старков к их матери. Перед уходом Джейме просит Русе сказать Роббу Старку, что он сожалеет о своём отсутствии на свадьбе его дяди Эдмура, и просит передать «наилучшие пожелания от Ланнистеров».
По дороге, Квиберн (Антон Лессер) проверяет состояние правой руки Джейме и рассказывает о том, что потерял свою цепь мейстера за эксперименты над живыми людьми. Когда Квиберн сообщает Джейме, что Локк отказался принять выкуп за Бриенну, Джейме шантажом заставляет Железные Икры (Джейми Мичи), главаря группы, отдать приказ об их возвращении в Харренхол. По их прибытии Джейме обнаруживает, что Локк и его люди заставили Бриенну защищаться деревянным мечом от медведя. Джейме пытается выкупить Бриенну, но безуспешно, и вместо этого сам прыгает в яму для её защиты. Железные Икры стреляет из арбалета в медведя, но тот продолжает нападать на них, прежде чем Джейме и Бриенна выкарабкиваются из ямы и оказываются в безопасности. Столкнувшись с Железными Икрами и его людьми, которым приказано обеспечить безопасность Джейме, Локк разрешает покинуть Харренхол Джейме и Бриенне, которые отправляются в Королевскую Гавань.

## Производство

### Сценарий
Сценарий к эпизоду был написан Джорджем Р. Р. Мартином, автором саги «Песнь Льда и Огня», которую адаптируют для сериала. «Медведь и прекрасная дева» была основана на третьей книге серии, «Буря мечей», адаптируя с 42-й по 46-ю главы (Джон V, Дейенерис IV, Арья VIII, Джейме VI и Кейтилин V).
В некоторых сценах Мартину пришлось принять в расчёт некоторые изменения, внесённые производством в некоторые из его оригинальных сюжетов или персонажей, написав сцены, которые никогда не происходили в романах: в книгах двойник Талисы остаётся в Риверране вместо того, чтобы следовать за Роббом, Мелисандра не взаимодействует с Джендри, а Сансе не приходится доверять Маргери.
Мартин изначально назвал эпизод «Осенние шторма», так как во многих сценах должно было быть много дождей. Когда его заставили поменять название, так как множество дождей было вырезано из сценария в препродакшене, он переименовал его в «Цепи», что означало как буквальный, так и метаморфический смысл. Однако, позднее, финальная сцена с медведем, которая была изначально написана шоураннерами Бениоффом и Уайссом для следующего эпизода, была включена в этот эпизод, и он получил своё окончательное название.

### Кастинг
Чтобы сыграть медведя в Харренхоле, продюсеры выбрали девятифутового кадьяка Малыша Барта, который родился в 2000 году и был дрессирован Дагом и Линн Сьюзами (те же самые дрессировщики известного тёзки медведя Барта).

### Места съёмок
Производство продолжило использовать Марокко, чтобы изобразить Залив Работорговцев. В то время как прибрежный город Эс-Сувейра играл роль города Астапора, этот эпизод использовал город Айт-Бен-Хадду (около Уарзазата), чтобы изобразить Юнкай. Лагерь Дейенерис был построен возле Малого Шквала.
Сцены с Джоном Сноу и одичалыми были сняты в лесах около Тума в графстве Антрим, Северной Ирландии. Сцены в Северной Ирландии были сняты за шесть недель до того как производство переехало в Исландию, чтобы снять несколько сцен для предыдущих эпизодов.
Из-за правовых ограничений и трудностей, вовлекающие перевозку крупных животных, сцены с медведем Малышом Бартом пришлось снимать в США. Медвежья яма была построена на студии в Лос-Анджелесе, и все остальные актёры прибыли туда после съёмок всех сцен в Северной Ирландии. Хотя это было предназначено только для съёмок одной сцены, это была пятая страна, где производство снимало в течение сезона (после Северной Ирландии, Марокко, Хорватии и Исландии). Настоящая медвежья яма была построена в Северной Ирландии: медведь был снят там, где и жил, в Лос-Анджелесе, взаимодействуя со своим тренером, а потом цифровым путем был добавлен на плёнку, снятую в медвежьей яме в Северной Ирландии.

## Реакция

### Рейтинги
4,84 миллионов зрителей посмотрели премьеру «Медведя и прекрасной девы», снижение на 0.67 миллионов зрителей по сравнению с предыдущей серией. Это закончило полосу, установленную в течение предыдущих четырёх серий, каждая из которых устанавливала новый рекорд сериала. 1.12 миллионов зрителей посмотрели второй показ, доведя общую аудиторию за вечер до 5.96 миллионов.

### Реакция критиков
Критики в основном хорошо приняли этот эпизод, хотя большинство комментаторов согласились, что он не был среди лучших эпизодов третьего сезона, или тех, которые написал Мартин. Качество диалогов и характеристика были широко похвалены. Дэвид Симс из The A.V. Club установил, что взаимодействие чувствовалось более натуральным, и Элио Гарсия из Westeros.org сказала, что персонажи «выдали более богатую версию самих себя». Другим аспектом, который был указан как улучшение, стало восстановление романтических отношений.